# Милівка
Ми́лівка (в минулому — Марієндар) — село в Україні, у Близнюківській селищній громаді Лозівського району Харківської області. Населення становить 202 осіб. До 2020 орган місцевого самоврядування — Уплатнівська сільська рада.

## Географія
Село Милівка знаходиться на лівому березі річки Велика Тернівка, є міст. На протилежному березі знаходиться село Уплатне. За 6 км на захід залізнична платформа 948 км.

## Історія
Село засноване в 1861 році.
Станом на 1886 рік у селі Уплатнівської волості Павлоградського повіту Катеринославської губернії мешкало 286 осіб, налічувалось 43 двори, існував цегельний завод.
У довіднику «Вся Россия за 1895» Лариса Андріївна Тихоцька вказана власницею поміщицького маєтку у селі Милівка, Павлоградського повіту Катеринославської губернії. Раніше маєток належав Людмилі Іванівні Рикорд (при народженні Коростовцевій), дружині адмірала Петра Івановича Рикорда. При Людмилі Іванівні маєток називався на французький манер «Милопка — Маріендар», а потім став називатись Милівка. Людмила Іванівна Рикорд (Коростовцева) була ініціатором різних сільськогосподарських експериментів. Під керівництвом управителя маєтку Якова Миколайовича Комарицького тут випробовувалися нові способи посадки культур і випробовувалася їхня агротехніка. Також поміщиця була відома своїми літературними працями та благодійсністю. Померла у 1883 році. Після смерті Л. І. Рикорд (Коростовцевої) село Милівка перейшло у спадок Ларисі Андріївні Тихоцькій, дружині Петра Сергійовича Тихоцького, яке було у її володінні до подій 1917 року.
12 червня 2020 року, відповідно до Розпорядження Кабінету Міністрів України № 725-р «Про визначення адміністративних центрів та затвердження територій територіальних громад Харківської області», увійшло до складу Близнюківської селищної громади.
19 липня 2020 року, в результаті адміністративно-територіальної реформи та ліквідації Близнюківського району, увійшло до складу Лозівського району Харківської області.

## Економіка
- В селі є молочно-товарна ферма.